# Aphanius anatoliae
Aphanius anatoliae е вид лъчеперка от семейство Cyprinodontidae. Видът е почти застрашен от изчезване.

## Разпространение
Разпространен е в Турция.